# Czekan (wspinaczka)

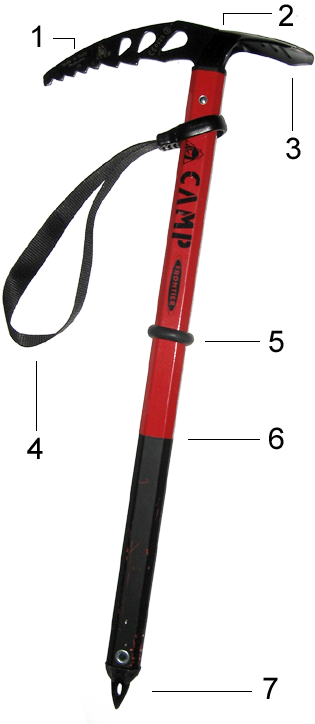
Czekan turystyczny
1 – dziób
2 – głowica
3 – łopatka
4 – pętla (smycz)
5 – ogranicznik pętli
6 – stylisko z gumowym uchwytem
7 – grot

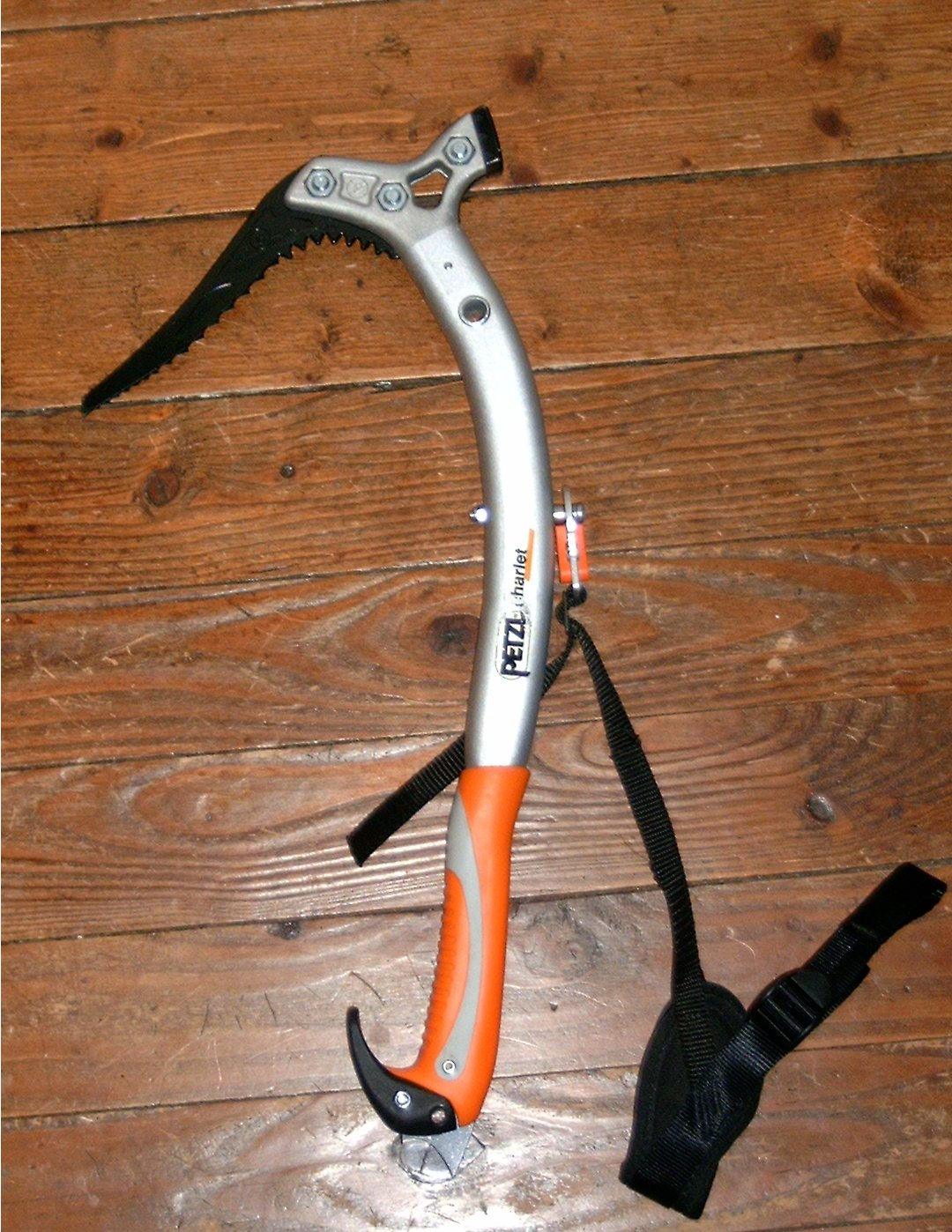
Czekan do wspinaczki w lodzie (tzw. dziaba, dziabka)

Czekan – sprzęt używany w alpinizmie, wspinaczce lodowej, drytoolingu oraz zimowej turystyce górskiej. Ma postać laski zakończonej głowicą.
Stylisko ma zwykle długość między 50 a 90 cm, wykonane jest ze stali lub stopów aluminium, czasem z drewna lub kompozytu, może być pokryte częściowo lub całkowicie gumą albo tworzywem sztucznym dla zapewnienia lepszego chwytu i izolacji termicznej. Najczęściej posiada u dołu grot do wbijania w śnieg oraz pętlę (smycz) zakładaną na nadgarstek, zapobiegającą zgubieniu czekana. Ze względu na wytrzymałość styliska dzielą się na dwa typy: B (od ang. Basic axe) o wytrzymałości 280 kg oraz T (od ang. Technical axe) o wytrzymałości 400 kg.
Głowica wykonana jest zwykle ze stali węglowej lub stopowej (CrMo, NiCrMo i inne), rzadziej ze stopów aluminium lub tytanu. W tradycyjnym czekanie z jednej strony głowicy znajduje się ostrze (dziób), a z drugiej łopatka. Czekan, którego głowica z jednej strony zamiast łopatki ma niewielki młotek nazywany jest czekanomłotkiem. 
Czekan to narzędzie wielofunkcyjne, służy do wspinaczki, wyrąbywania stopni w lodzie, jako laska do podpierania, do hamowania podczas ześlizgnięcia się oraz do asekuracji, m.in. zakładania stanowisk. 
Poza tradycyjnymi, uniwersalnymi czekanami (określanymi jako turystyczne) istnieją czekany specjalistyczne do wspinaczki w lodzie i w terenie skalno-lodowym, posiadające krótsze, wygięte stylisko (ułatwiające wbijanie ostrza) oraz głowicę, często pozbawioną łopatki. Ten rodzaj czekana jest zamiennie nazywany dziabką lub dziabą. Ponieważ ostrze niszczy się najszybciej, w czekanach tych wprowadzono modułową konstrukcję głowicy umożliwiającą wymianę ostrzy, a także mocowanie i zdejmowanie łopatki albo młotka.